# Megyeháza (Veszprém)
Bár a városfejlődés századfordulóbeli kutatása még várat magára, a 19. század második fele/vége és a századelő időszakának épületállomány-változása jelzi, hogy ezen időszakban élénk építési tevékenység, vagyis dinamikus városfejlődés színhelye volt Veszprém. Erről a korszakról három jellegzetes épülete, illetve azok sorsa, történetük tanúskodik. Ezek közt legfontosabb a Megyeháza.

## Története

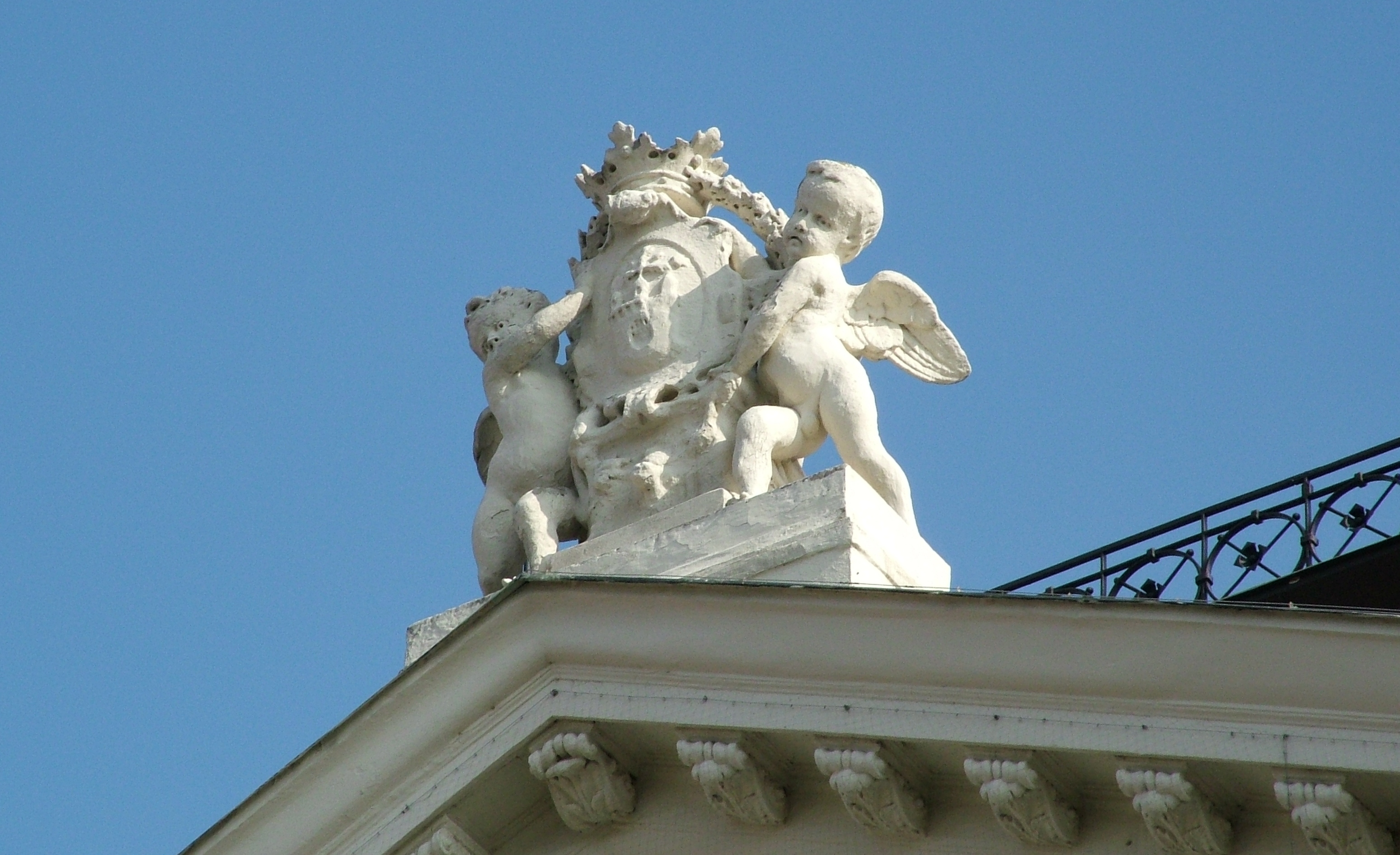
Megyeháza: homlokzati oromdísz

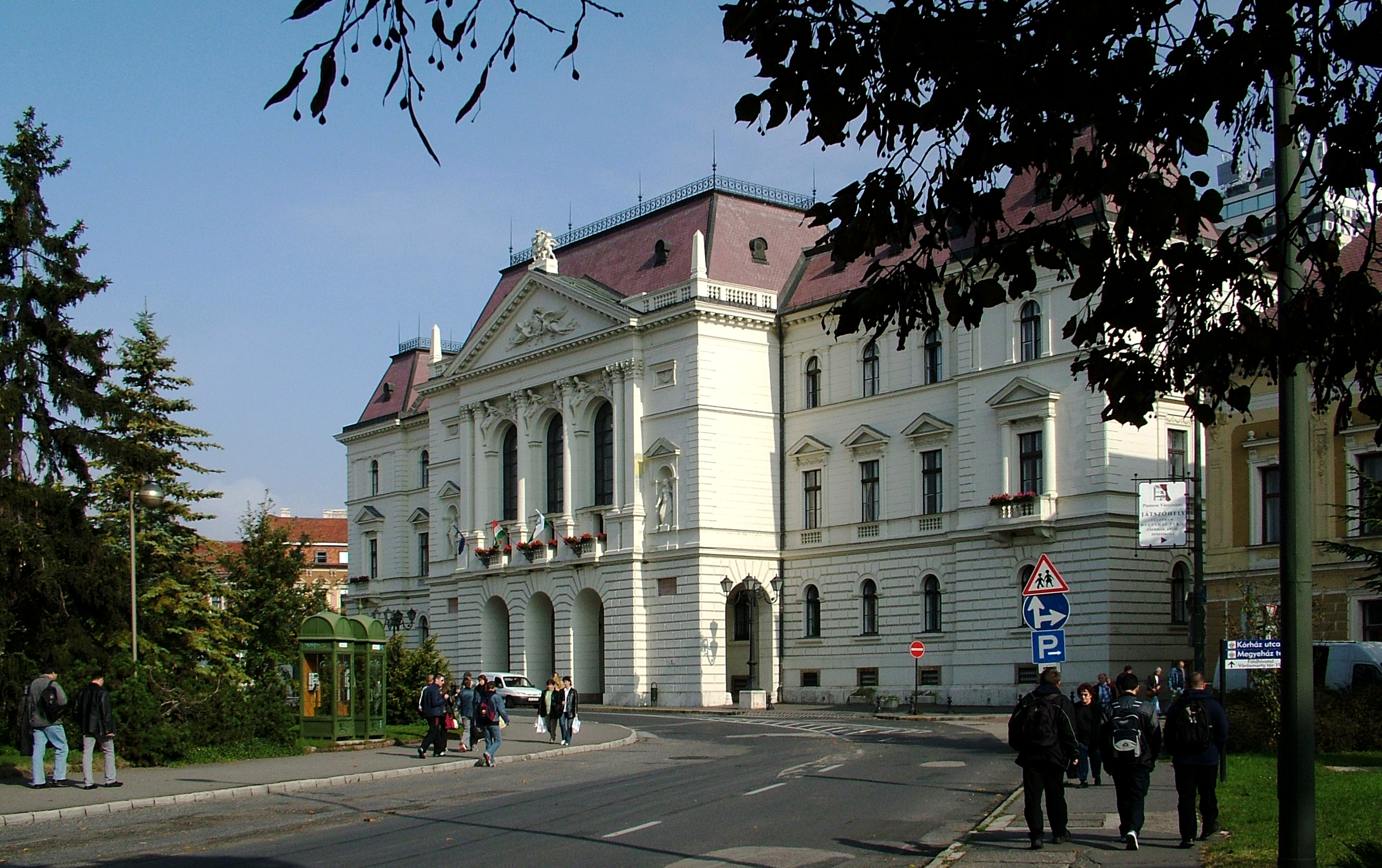
Veszprém, Megyeháza

Veszprém vármegye a 18. századig nem rendelkezett otthonnal. Felesleges volt, mert a 14. század elejétől a 18. század végéig a püspök viselte a főispáni tisztséget, magától értetődő volt, hogy a püspöki palota adott otthont a megyegyűléseknek. A török időkben a védettebb nyugat-dunántúli - északi fekvésű településeken gyűltek össze a megye nemesei, több esetben Pápán, de volt megyegyűlés Körmenden is.
A török idők elmúltával aztán a megyegyűlések egyre gyakrabban kerültek Veszprémben megrendezésre, így megszületett az állandó Megyeháza építésének igénye. Ehhez Padányi Biró Márton püspök a külső várban adott telket, s itt 1754-63 között megépült az első székház, valószínűleg Tietharth József neves helyi kőműves tervei szerint. Az épület szűkösre sikerült, s szerencsétlen sorsát az is tetézte, hogy az 1810-es földrengés során megrongálódott.
1828-ban már Hild Józseffel tárgyaltak új megyeháza tervezéséről, 1840-ben Fruhmann Antal győri építészt kérték fel tervezésre. Lassan azonban nyilvánvalóvá vált, hogy az új megyeháza számára a Vár területén kívül kell helyet találni: 1835-ben Halász Ignác városi földmérő a mai Óváros térre, 1839-ben Pauly Mihály a Kapuváry-ház (régi városháza) helyére javasolta. Ezekből azonban semmi sem valósult meg.

### Az új megyeház tervezése és építése
Az új megyeháza  megépülése beilleszkedik a - Veszprémre egyedülállóan jellemző lassú városközpont-vándorlási folyamatába. A Várhegytől való eltávolodását nagymértékben befolyásolta a feudális időktől érződő - a modern városfejlődést feszélyező - püspöktől való függőség, az ettől elszakadni szándékozó vármegyei törekvés is, valamint a könnyebb megközelíthetőség, beépítetlen szabad környezet, önállóság stb.
Az új épület létesítésére 1884. május 30-án nyilvános tervpályázatot írtak ki, s erre 14 pályamű érkezett be. A bírálati jegyzőkönyv szerint „a pályázók a feladatot változatosan oldották meg”. A nyertes egy fiatal budapesti építész, Kiss István lett. A bírálóbizottság döntése értelmében egy második fordulós pályamű elkészítésére kérték fel a díjazott szerzőket. Az 1885. március 2-i közgyűlésen Kiss István neoreneszánsz stílusú tervének elfogadását javasolták, a kivitelezés költségét 260 ezer forintban rögzítették. A törvényhatósági bizottság egyúttal székházépítő bizottságot is alakított, melynek elnöki tisztségét Véghely Dezsőre ruházták. Ez a későbbiekben nagymértékben hozzájárult ahhoz, hogy a székházépítés gyorsan, szervezetten folyt és határidőre elkészült. Véghely Dezső sokoldalú és Veszprém felemelkedéséért, tekintélyéért sokat tevő közéleti ember volt.
1885 szeptemberében versenytárgyalást hirdettek a kivitelezési munkákra, ezt Kéler Napóleon budapesti vállalkozó nyerte meg. A munkák novemberben megkezdődtek, a következő év júniusának elején már a földszintet építették, októberben pedig tető alá került az épület, 1887. november 24-én felavatták a Megyeházát.

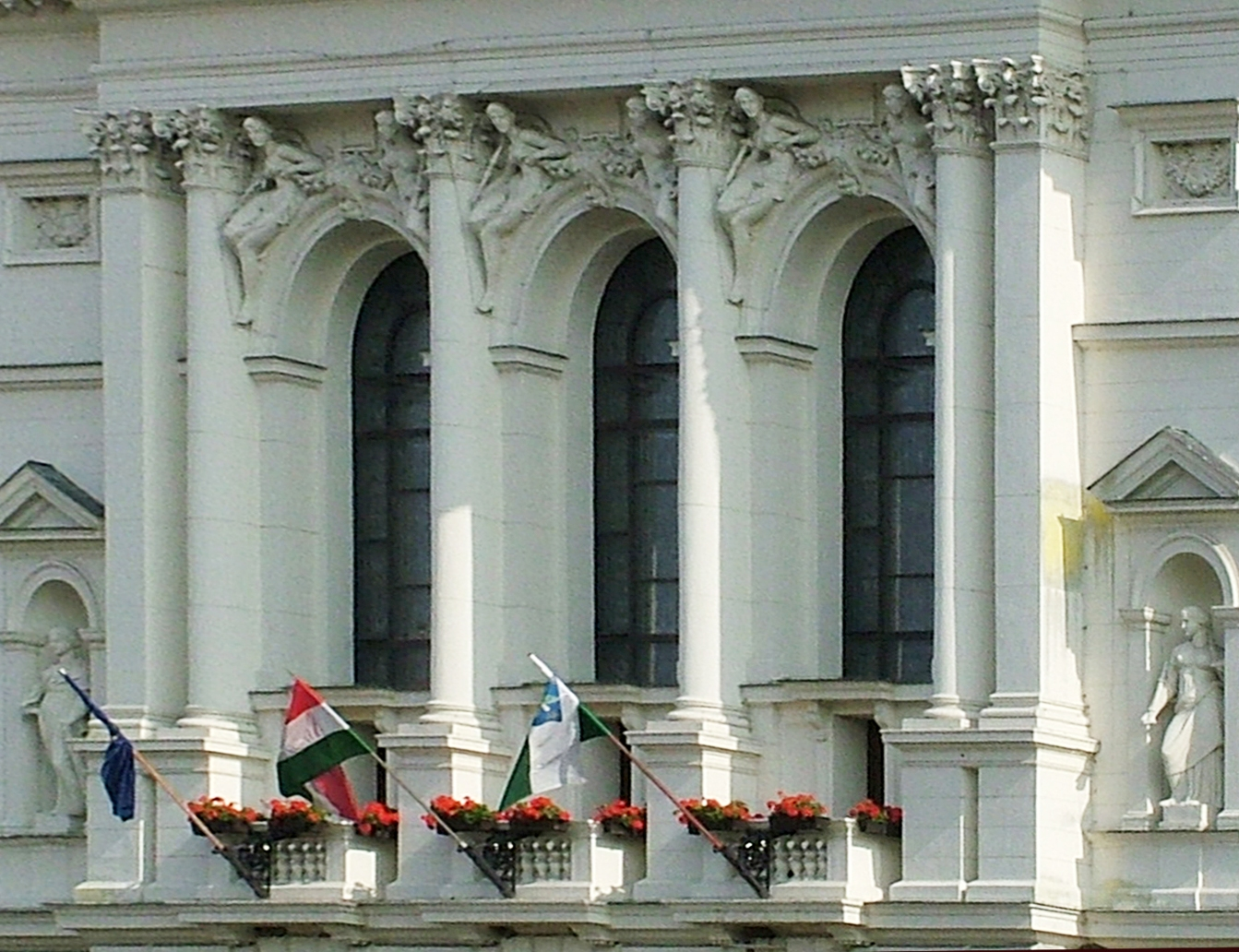
Megyeháza: Homlokzati részlet

### Az épület sorsa, szerepe a közigazgatásban és kultúréletben
A Vármegyeháza 1987-ben ünnepelte százéves fennállását. Ezen idő alatt a közigazgatási szervezet otthonát adó funkciója mellett számtalan helyi-, és országos szerv képviseletének nyújtott otthont. Falai között szerveződött a Megyei Levéltár, itt nyert elhelyezést a szerveződő és induló múzeumi gyűjtemény 1904-25 között, továbbá a mai Eötvös Károly Megyei Könyvtár anyagát megalapozó múzeumegyleti könyvgyűjtemény is. Az épületben lezajlott jelentős politikai eseményekről az első emeleten elhelyezett emléktáblák adnak hírt.
1944 decemberében egy része német laktanyává, később tábori kórházzá alakult. A harcok elvonulása után szovjet katonai kórház működött itt. A háborús károsodások közül a legsúlyosabbak megszüntetése ugyan 1945 októberében megkezdődött, de komolyabb javításra csak 1947-48-ban került sor. 1967. május 22-én tűz ütött ki a nagyterem feletti kupolatérben, ami átterjedt a környező tetőrészekre is, s azokat mintegy háromnegyed részben elpusztította (ezen alkalommal a megyei levéltár archívumát is nagy károsodás érte).

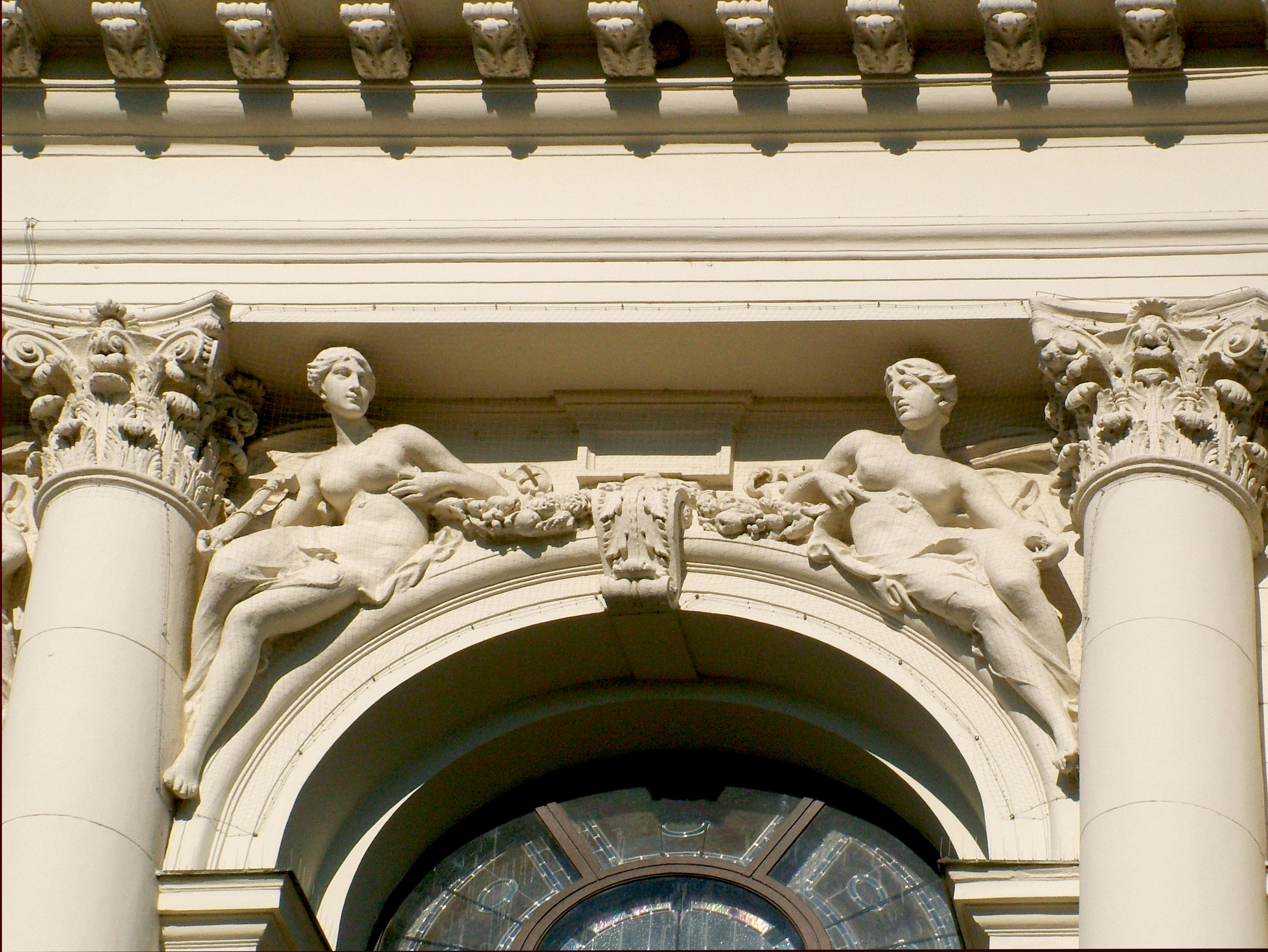
Megyeháza: homlokzati szobordísz (Róna J.)

## A nagyrekonstrukció és korszerűsítés
A Megyeház teljes rekonstrukciójára az 1980-as években került sor. Ekkor nemcsak az időközben elhasználódott épületszerkezeteket, berendezéseket újították fel, hanem a modern közigazgatási tevékenység ellátását biztosító átalakításokat, fejlesztéseket is végrehajtották.
Ekkor vált „emlékhellyé” az első emeleti előcsarnok, s a rekonstrukció során jött létre a földszinten elhelyezett „közigazgatási szakkönyvtár” (1984), előtte „közigazgatás-történeti emlékszobát” (1986) létesítettek. A kapubehajtót - sajátosan szép építészeti adottságainak felhasználásával – „időszaki kiállítások” bemutatásával hasznosítják.

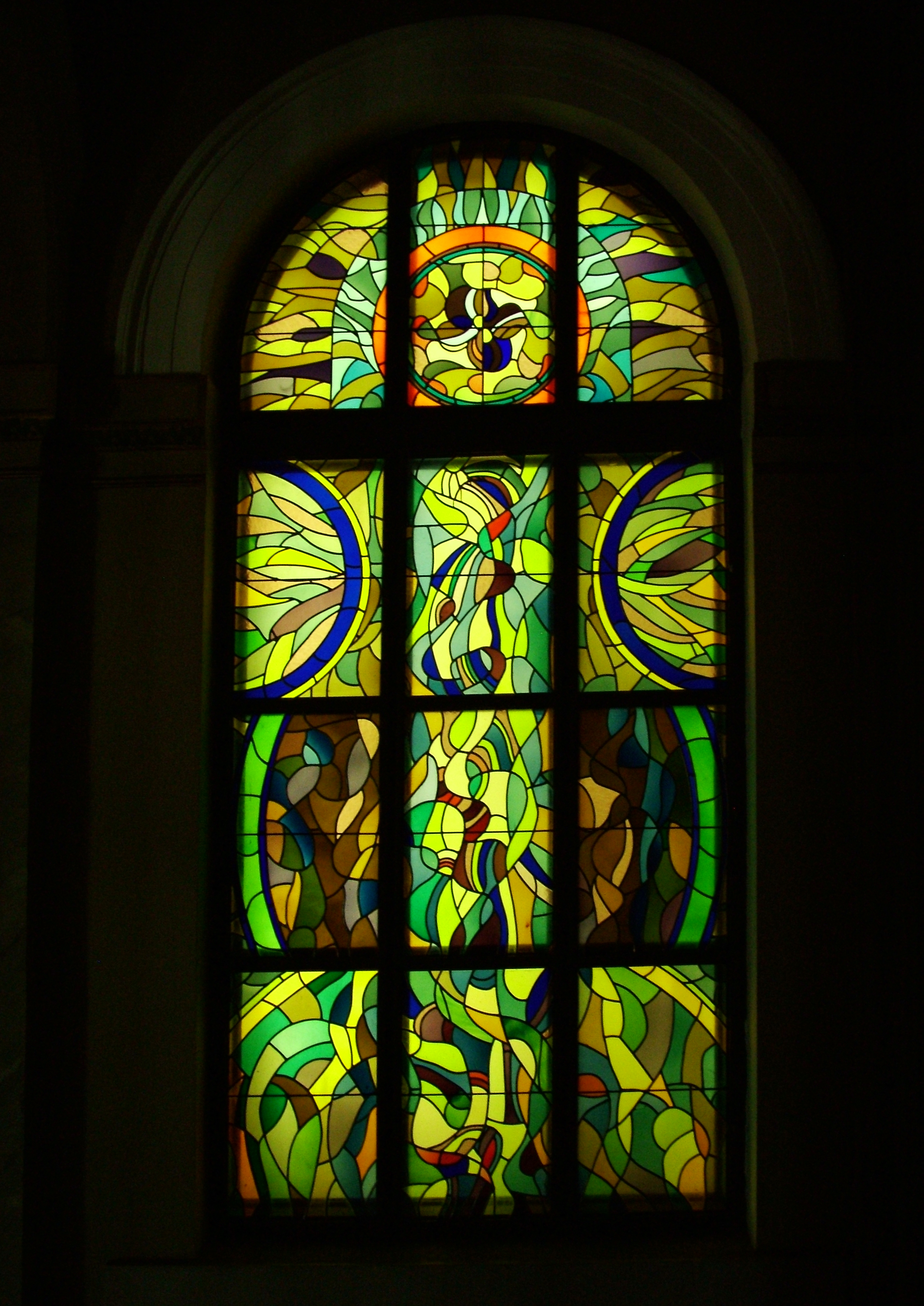
Lépcsőházi üvegablak

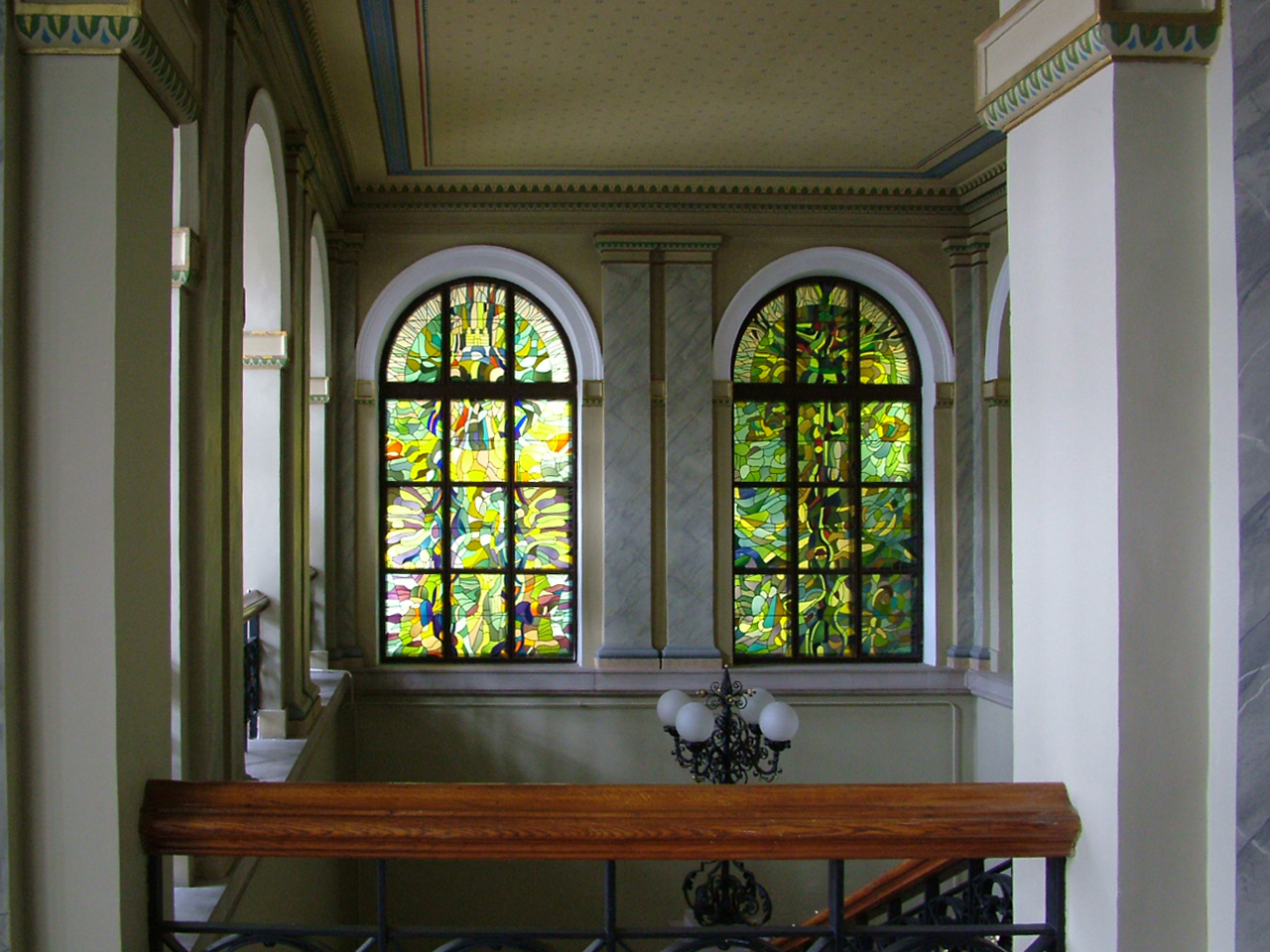
Első emeleti előtér

## Az építészeti kialakítás és épületdíszítések
Az épület szabadon álló, kétemeletes, középudvaros, téglalap alakú, szimmetrikus. A Megyház-tér felőli főhomlokzata 1+3+3+3+1 ablaktengelyes, kiugró középrizalitja a földszinten a kocsibehajtót, az I-II. emeleten a nagytermet foglalja magába.
A középrizalitot a földszinten kváderutánzatú falpillérek díszítik, az emeleten két szintet összefogó – kolosszális oszloprendet sejttető - féloszlopokkal és Róna József szobraival díszített falpillérekkel a nagyterem három színes üvegablakát (Szentgyörgyi Kornél műve) fogják közre. Az ablakok alatt egy-egy kőbábos erkély ad plasztikai hangsúlyt. Kétoldalt szoborfülkében az erőt és igazságot jelképező női szobor alakok vannak.
Az oldal- és hátsó homlokzatok az előzőnél nyugodtabb, síkjellegűbb-kialakításúak. Közülük az északi és a keleti - a városközpont-rekonstrukció következtében - főhomlokzatszerű megjelenést kapott, amely ellentétes eredeti kialakításukkal, s az épülettömb térbeli hatását csökkenti.
Az épület a belső udvar felől körbefutó oldalfolyosós rendszerű: az emeleti folyosók kialakítása, az ablakok belső udvarra tárulása igen szép, dinamikus térhatású.
Az épületbe a kocsialáhajtóból nyíló, középen félkörzáródású kapun, illetve kétoldalt gyalogbejárón lehet bejutni. A fakockával burkolt kocsibehajtó terét keresztboltozat zárja. E térből jobb felé nyílik a főlépcsőház, melynek korábbi ablakai helyére a felújítás során Litkei József színes üvegeit helyezték el.
A lépcsőház az I. emeleti előcsarnokba torkollik. Innen nyílik a két emeletszint magasságú nagyterem. Ünnepélyességét a márványdíszítésű kőoszlopokon nyugvó két karzat, az oszlopok függőleges folytatását képező herma-alakok, a kazettás mennyezet, az onnan lecsüngő hatalmas csillár (Jungfer Gyula műve) és három színes üvegablak fokozzák (A hajdani sóházi közkút a pincében található.).

## A Megyeháza szerepe a megye és a város fejlődésében
Veszprém mozgalmas életét és egyre erősödő idegenforgalmát történelmi és kulturális hagyományainak, művészeti, építészeti látnivalóinak köszönheti. A honfoglalástól napjainkig tartó - hányattatásoktól nem mentes - életét maradéktalanul lehetetlen fellelni emlékeink között. Ebben gátat jelentenek a várost ért katasztrófák, több esetben egyes időszakok városi életének kutatási hiányosságai is. Ilyennek tekinthető a 19. század második fele, a századvég és századelő időszaka. Pedig a városfejlődés ekkor lépett át a csendes kisvárosi karakterből a megye székhelyvárosává, ugyan még számos, feudális/vallási és beidegződött kispolgári attitüddel .
A bevezetőben említett három középülettel kezdődően jelennek meg a városban az „igazán városi” funkciójú és méretű épületek, főként középületek, mint a postapalota, moziépület, iskolák, vagy bérházak, üzletsorok és templomok, amelyek szinte szétrobbantották a korábbi, alapjában mezővárosias/falusias településszerkezetet és városképet, tevékenységükkel pedig pezsgő városi életritmust honosítottak meg.
Az épületek születési időpontjai - 1884-1925 között - sajátos magyar történelmi időszakot ívelnek át, melyet kezdetben az 1867-es kiegyezésre alapozó gazdasági-, kulturális fellendülés, majd a századfordulón felélénkülő külső/belső társadalmi ellentmondásai, azután az első világháború eseményei, s végül a vesztett háborút és forradalmakat követő politikai és társadalmi átrendeződés jellemzett.
Ugyanilyen változatosak az épületek is, hiszen a Megyeháza alapvetően a Tisza Kálmán által képviselt új, polgári jellegű - de még a feudális megyerendszerű - államigazgatás-szervezés talaján érlelődött, s ezt stílusával is kiszolgálta. A századforduló nemzetközi és hazai kulturális eredményekkel (színházkultúra) de feszültségekkel és ellentmondásokkal is terhes korszakot mi sem jellemezhetné jobban, mint Medgyaszay szecessziója, szerkezeti és stílusbeli újítókészsége, magyaros formakincse, Nagy Sándor szimbolista/szecessziója. A múzeum elhelyezése körüli helybéli huzavona pedig szemléletes képet nyújt arról, hogy a nagyvonalú, progresszív programokat miképpen gáncsolhatták kicsinyes kispolgári tradíciók és törekvések. Így a bemutatott épület (hármas) tulajdonképpen a „századelei átalakuló Veszprém (egyáltalán nem egysíkú) társadalmának” megtestesítőivé, emlékhelyekké nemesedtek.

## Adatforrások és szakirodalom

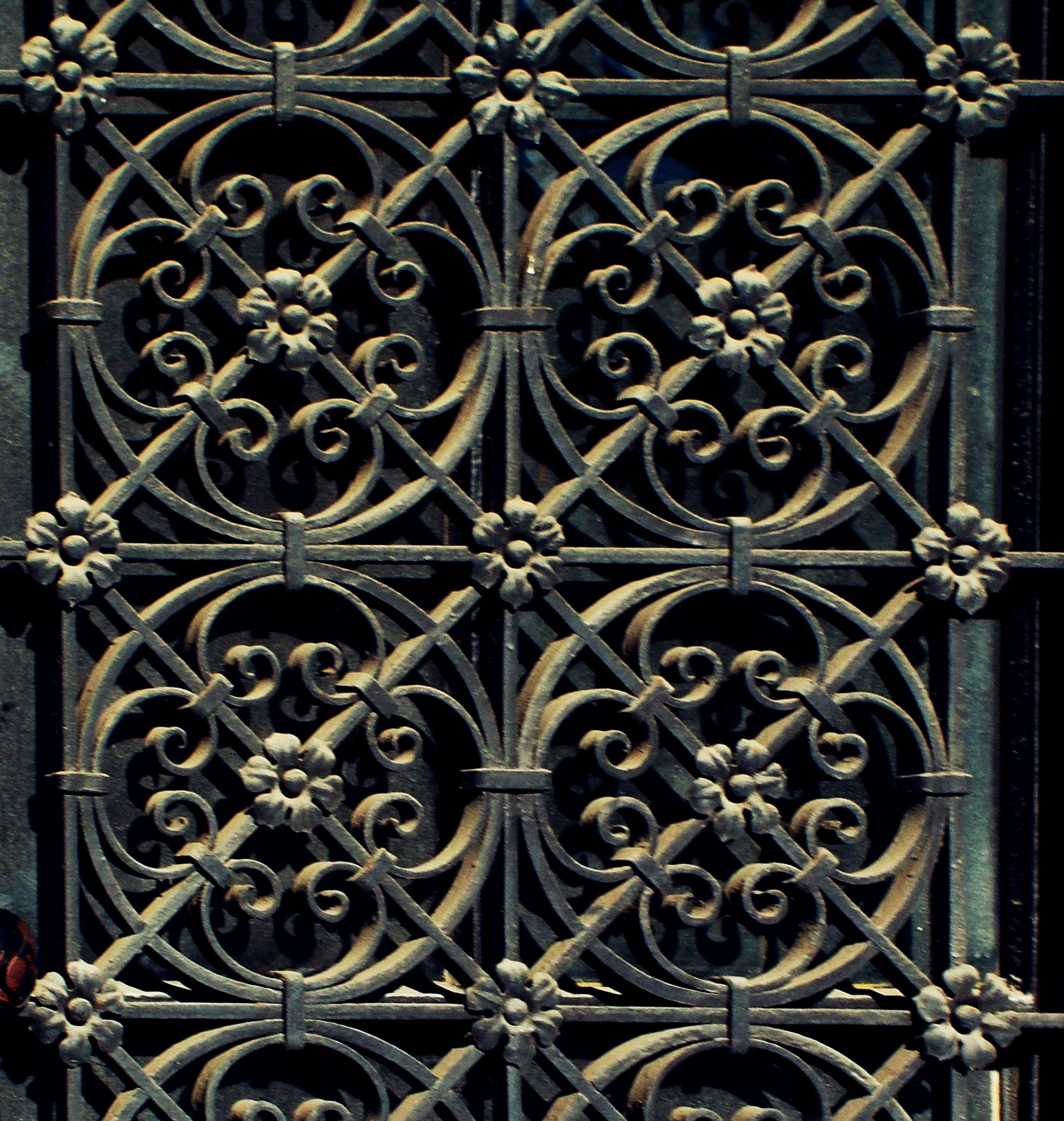
Kovácsoltvas rács

- Somfai Balázs: A veszprémi Megyeháza Veszprém - Veml. Kiadvány 1987.
- Kiss Tamás: Veszprém, Megyeház-Színház-Múzeum. - Bp. (T-K-M könyvtár) OMF-VVT. - ISBN 963-555-680-2
- Dr Sziklay János: Veszprém Város az irodalomban és művészetben – 1932. Veszprém, Óvári K.
- Szerk. Éri-Jobbágyi: A Golden Age – Art and society in Hungary 1896-1914 - 1989. október 25. London (Barbican);  Miami (C. Fine Arts) - ISBN 0-946372-15-2
- Gerle-Kovács-Makovecz: A századforduló magyar építészete – Bp. 1991. Szépirodalmi K. - ISBN 963 15 42785
- Szerk. Németh L.: Magyar Művészet 1890-1919. – Bp. 1981. Akadémiai K. - ISBN 963-05-2542-9
- Moravánszky Ákos: Építészet az Osztrák–Magyar Monarchiában 1896-1918 - ISBN 963-13-2096-0
- Merényi Ferenc: Magyar Építészet 1867-1967.-  Műszaki K. Bp. 1970.